# Echium webbii
Echium webbii is een tweejarige plant uit de ruwbladigenfamilie (Boraginaceae), die endemisch is op het Canarische eiland La Palma.
De plant draagt sterk vertakte, lichtblauwe tot lichtpaarse bloemtrossen en groeit enkel in lichte dennenbossen op de noorderhellingen en zuidhellingen van de vulkaan Caldera de Taburiente.

## Naamgeving enetymologie
De naam Echium is afgeleid van het Oudgriekse woord ἔχις (echis) = adder of gifslang. Zie daarvoor het artikel over Echium. De soortaanduiding webbii is een eerbetoon aan de Engelse botanicus Philip Barker Webb (1793-1854), die twee jaar lang de flora van La Palma in kaart bracht.

## Kenmerken
Echium webbii is een twee- of meerjarige plant met een sterk vertakte stengel die tot 150 cm hoog wordt. Het eerste jaar ontwikkelt de plant een bladrozet van dichtbehaarde, ovale bladeren. In het tweede jaar ontstaan de kegelvormige bloemtrossen, met tientallen buisvormige, blauwe tot lichtpaarse bloemen. De plant sterft af na de bloei, waarbij massaal zaden worden verspreid.
De plant bloeit in de zomermaanden.

## Habitaten verspreiding
Echium webbii komt lokaal voor op open plaatsen in dennenbossen op de noordhellingen van de Caldera de Taburiente op het Canarische eiland La Palma.
... · 
E. aculeatum · 
E. brevirame · 
E. candicans · 
E. creticum · 
E. gentianoides · 
E. hypertropicum · 
E. nervosum · 
E. pininana · 
E. plantagineum · 
E. sabulicola · 
E. simplex · 
E. virescens · 
E. vulgare (Slangenkruid) · 
E. webbii · 
E. wildpretii · 
E. wildpretii subsp. trichosiphon · 
E. wildpretii subsp. wildpretii · 
...